# The Times-Picayune

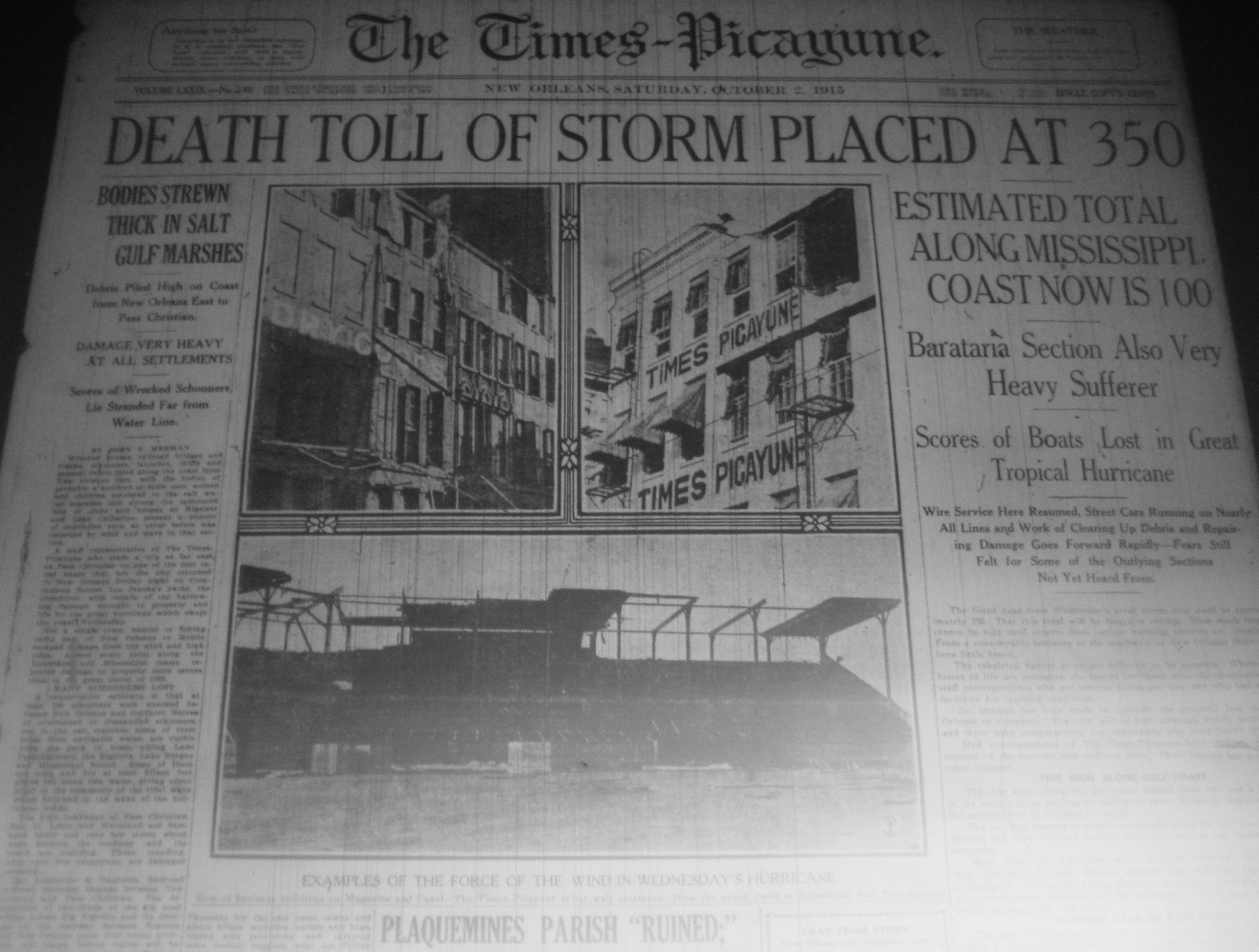
Un The Times-Picayune del 2 de octubre de 1915.

The Times-Picayune es un periódico estadounidense publicado en Nueva Orleans, Luisiana, desde el 25 de enero de 1837. La publicación actual es el resultado de la adquisición en 2019 de The Times-Picayune (en sí, el resultado de la unión de The Picayune con Times-Democrat en 1914) por la edición de Nueva Orleans de The Advocate (con sede en Baton Rouge), que comenzó a publicarse en 2013 como respuesta a que The Times-Picayune cambiara de un horario de publicación diario a un horario de miércoles/viernes/domingo en octubre de 2012 (The Times-Picayune reanudó la publicación diaria en 2014).
The Times-Picayune recibió el Premio Pulitzer por Servicio Público en 2006 por su cobertura del huracán Katrina. Cuatro de los periodistas del personal de The Times-Picayune también recibieron Pulitzers por informar de las últimas noticias sobre su cobertura de la tormenta. Fundaron el Premio Edgar A. Poe a la excelencia periodística, que es presentado anualmente por la Asociación de Corresponsales de la Casa Blanca.